# Bundesrealgymnasium Linz Fadingerstraße

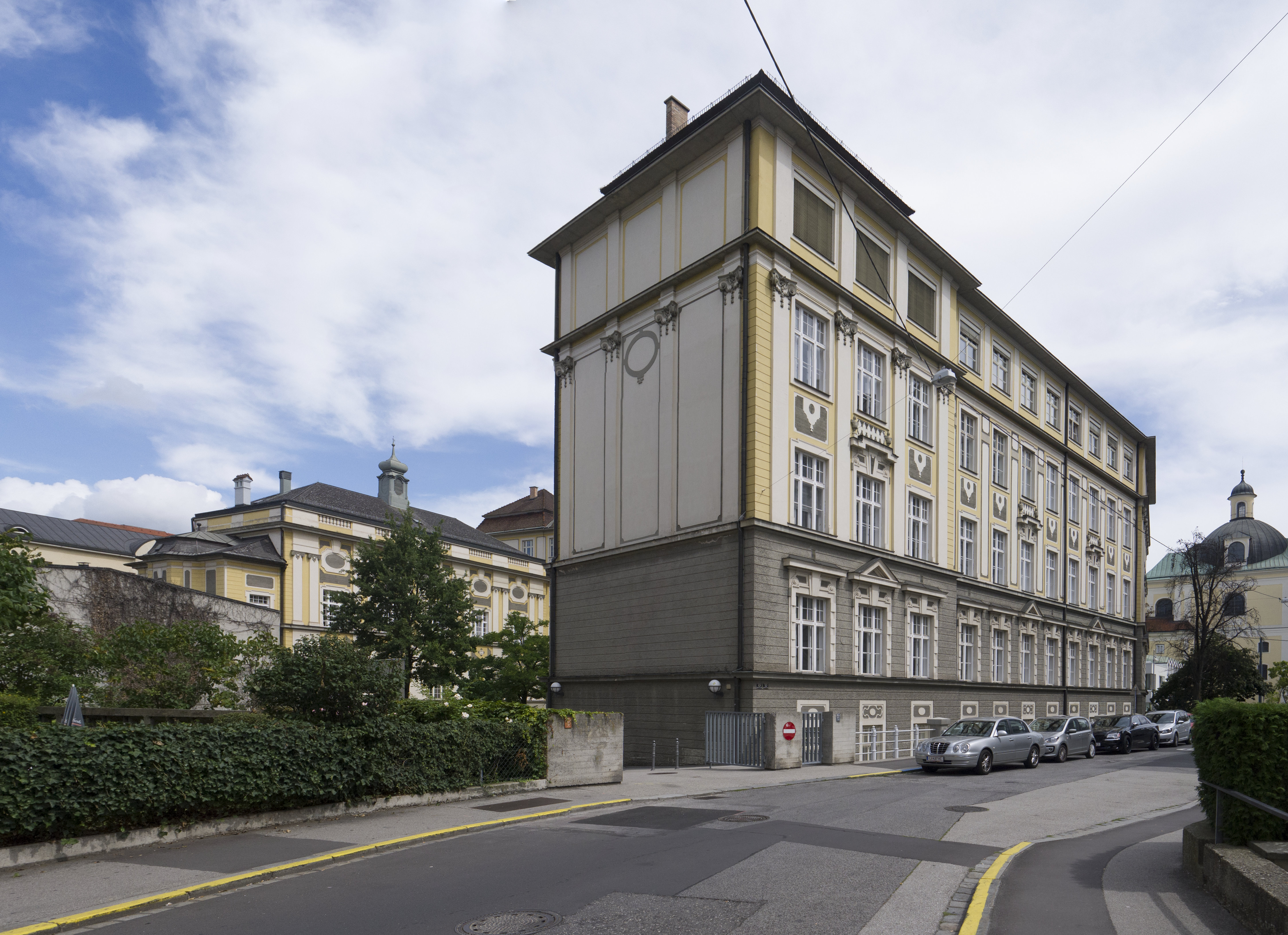
Aufgestockter Trakt des Bundesrealgymnasiums an der Bethlehemstraße

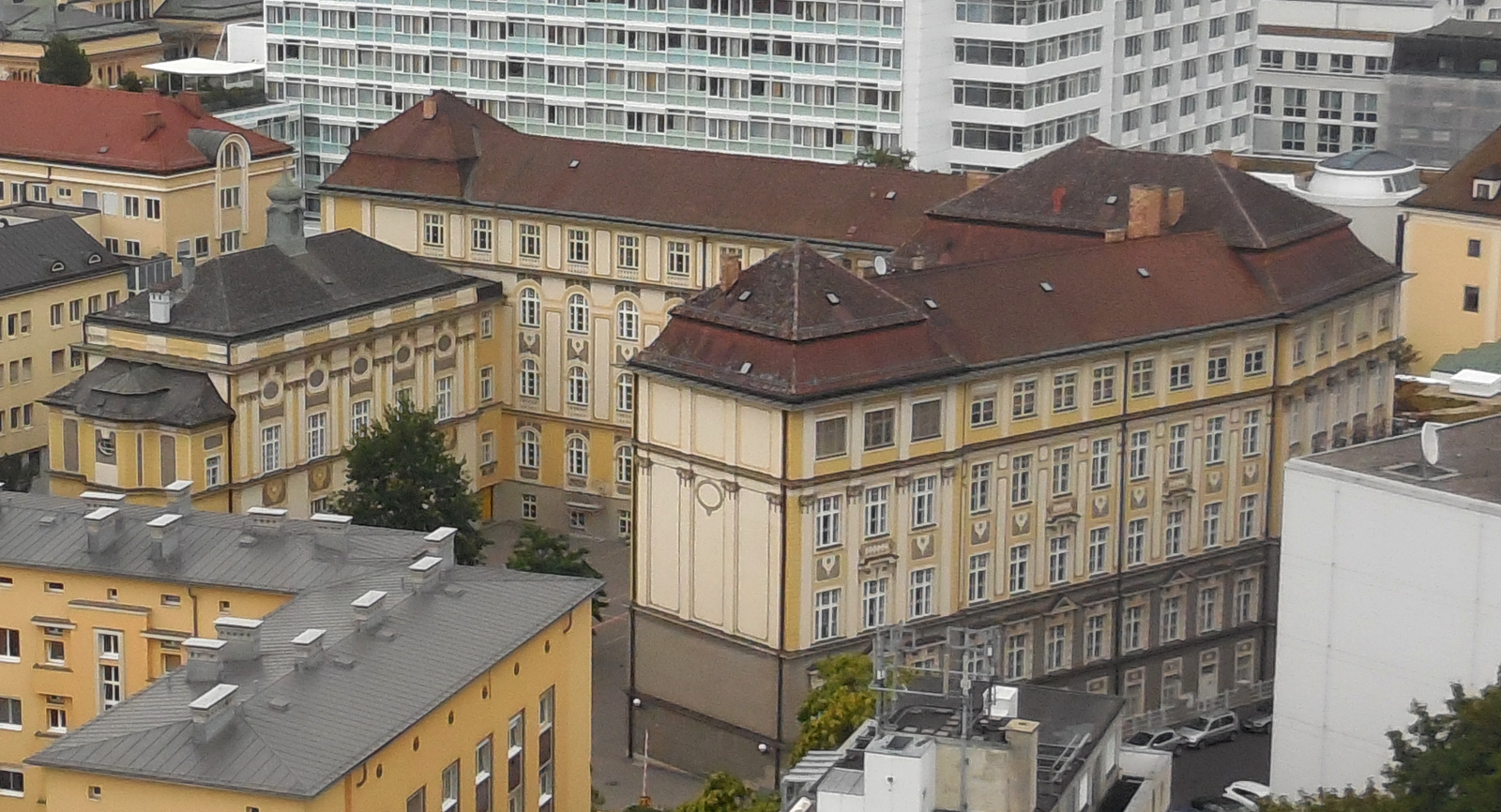
Das BRG Fadingerstraße vom Turm des „Höhenrausch“ aus gesehen (2014)

Das Bundesrealgymnasium Linz Fadingerstraße (kurz BRG Linz Fadingerstraße) ist ein Bundesrealgymnasium in der Stadt Linz in Oberösterreich. Das am zweiten und heutigen Schulstandort Fadinger Straße/Ecke Bethlehemstraße in der Linzer Innenstadt im Jahr 1909 errichtete Schulgebäude steht unter Denkmalschutz.

## Vorgeschichte
Von 1708 bis 1828 gab es in Linz eine hochschulartige Ingenieurschule. 1843 wurde in Linz für Lehrlinge und Gesellen eine Gewerbeschule errichtet. 1849 kam für Österreich ein neuer Schulorganisationsentwurf für Gymnasien und Realschulen heraus. Daraufhin wurde in Linz bereits im gleichen Jahr eine unselbständige Realschule errichtet, die Schüler im Anschluss an die 4. Klasse der Normalschule aufnahm.

## K.k. Staats-Realschule
Die Linzer Bürgerschaft und der damalige Landesschulinspektor für Pflichtschulen, Adalbert Stifter, setzten sich Mitte des 19. Jahrhunderts für eine selbständige Realschule ein, welche Anfang März 1851 vom Unterrichts- und Kultusministerium generell genehmigt wurde. Am 9. April 1851 erfolgte die Genehmigung für eine Unterrealschule und damit die Gründung der Schule. 1852 folgte eine Oberrealschule. Mit vereinten Bemühungen von Bürgerschaft, Linzer Gewerbeverein, der Stadt Linz, vom Land und der Schulbehörde wurde das Gebäude des Linzer Gewerbevereins in der Steingasse bis Ende September 1851 für den Schulbetrieb hergerichtet. Eine Erweiterung des Gebäudes und des Schulbetriebs für die Oberrealschule wurde bis 1852 fertiggestellt. Adalbert Stifter war Mitglied des Errichtungskomitees, erstellte den Lehrplan, und wurde für die ersten fünf Jahre zum zuständigen Landesschulinspektor bestellt.
Wegen der unzulänglichen Gebäudeverhältnisse in der Steingasse wurde schon in den 1890er Jahren ein Schulneubau verlangt. 1903/1904 wurde der Neubau generell bewilligt. Daraufhin gründete sich im April 1905 ein Aktionskomitee, und am 4. April 1908 erfolgte der Baubeginn nach Plänen des Architekten Karl Bundsmann auf einem Grundstück an der Fadinger Straße/Ecke Bethlehemstraße. Der im Zentrum der Linzer Innenstadt – zwischen dem Elisabethinen-Krankenhaus und dem heutigen Passage-Kaufhaus – gelegene Schulneubau wurde am 19. September 1909 eröffnet.

## Bundesrealgymnasium
1918, nach dem Weltkrieg und der Gründung der Republik, wurde das habsburgische Wappen über dem Portal entfernt. Am 2. und 3. Juli 1926 wurde bezogen auf die Gründung der Unterrealschule im Jahre 1851 eine 75-Jahr-Feier der Schule abgehalten und dabei für die Gefallenen des Weltkrieges ein Kriegerdenkmal enthüllt. Im Nationalsozialismus wurde zu Beginn des Zweiten Weltkrieges der Unterstützungsverein und die Elternvereinigung der Schule aufgelöst. 1945, nach dem Ende des Krieges, dauerte es mehrere Jahre, bis wieder ein geordneter Schulbetrieb möglich war. 1951 zur 100-Jahr-Feier wurde die Vereinigung ehemaliger Linzer Realschüler (VERS) als Absolventenverband und Unterstützungsverein gegründet. 1951, einige Monate später, wurde wieder eine Elternvereinigung gegründet und 1961 das Schulgebäude aufgestockt. 1967 wurde mit einer Veranstaltung das ergänzte Kriegerdenkmal für beide Weltkriege enthüllt.
Im Verlauf der 80er Jahre hatte nach alten Plänen eine bauliche Revitalisierung ganz im Sinne des Denkmalschutzes stattgefunden.
Ab 1975 bis 1995 gab es am Fadinger BRG Linz die Bühnenspielgruppe BSG (Leitung Manfred Pilsz), die mit ihrem Schulkabarett (u. a. Workshops und Auftritte mit Josef Hader) auch mediale Aufmerksamkeit auf sich zog und mit Filmarbeiten bei Wettbewerben reüssierte. Im Schuljahr 98/99 konnte der frisch gegründete Medienzweig MRG an diese Erfolge (Staatsmeister Film / 2 Landeskulturpreise) anschließen. Das Schülerradio FRECH (Wenzl-Preis) wurde als Praxismedium eingerichtet (Jugendmedium von Linz09). Zeitgleich mit dem MRG wurde der naturwissenschaftliche Zweig NRG am BRG Fadingerstraße (traditionell: Mathematisches Realgymnasium) installiert.
Die Schulentwicklung in den 1990er Jahren, sorgte für ein neues Schulprofil durch die Zweige MRG (Christine Edhoffer / Manfred Pilsz) und NRG (Monika Turnwald)
Seit 1998/99 bietet die Schule zwei Zweige an, und ab dem Schuljahr 2022/23 wird das Schulangebot mit den einen Schulzweig rund um Robotik und Digitalisierung erweitert.

## Schulzweige und Angebot (Stand von 2021)
Die Schule ist ein Realgymnasium mit medialer und naturwissenschaftlicher Ausrichtung und einer umfassende Allgemeinbildung. Die Stundentafel des Realgymnasiums zeichnet sich aus durch
- mehr Stunden in Mathematik
- Geometrisches Zeichen in der dritten Klasse
- Textiles und Technisches Werken von der ersten bis zur vierten Klasse.

Im Lauf der ersten Klasse entscheiden sich die Schülerinnen und Schüler nach einem Schnupper-Workshop für ihren Schwerpunkt Medien oder Naturwissenschaften im Ausmaß von drei Stunden (zweiten bis vierten Klasse)
MRG – Projekt Medien
- Radio (in Kooperation mit Kulturzentrumhof und Radio FRO), Film, Video, Zeitung
- Internet, Computer

NRG – Projekt Natur
- Experimente in Biologie, Chemie, Physik
- Projekte mit Technischem und Textilem Werken

Im Projekt Medien und im Projekt Natur wird in kleinen Gruppen unterrichtet. Zusätzlich gibt es weitere unverbindliche Angebote aus dem Bereich Medien und Naturwissenschaft. Selbstständigkeit, Kreativität, Freude am Experimentieren und Freude an der Zusammenarbeit mit anderen sollen damit vermittelt werden.
Oberstufe
Im BRG Fadingerstraße nimmt die naturwissenschaftliche Ausbildung einen hohen Stellenwert ein.
- Intensive Ausbildung in den Gegenständen Biologie, Chemie und Physik oder Darstellende Geometrie
- Durch das Wahlpflichtfach Medienarbeit (2-jährig oder 3-jährig) und das zusätzliche Freifach Medien besteht die Möglichkeit einen weiteren Schwerpunkt zu setzen (intensive Zusammenarbeit mit außerschulischen Organisationen z. B. mit der Kunstuniversität Linz, AEC, YOUKI[17], Radio FRO[18], MLA[19] ….)
- Ab der fünften Klasse Wahl zwischen Latein oder Spanisch als zweite Fremdsprache
- Durch Wahlpflichtgegenstände im Ausmaß von 8 Wochenstunden kann ab der sechsten Klasse zusätzlich ein Schwerpunkt in folgenden Bereichen gesetzt werden.
- Medien
- Informatik/Darstellende Geometrie
- Naturwissenschaften im Fokus
- Englisch / Spanisch
- individueller Schwerpunkt (Psychologie, Geschichte, Geografie, …)

Jeder Schwerpunkt zeichnet sich durch Praxisorientierung aus; daher findet der Unterricht in kleinen Gruppen statt.

## Leitung
- 1936–1938 Hans Commenda junior[20]
- vor 1946 ? Rudolf Klemt
- 1946–1961 Alois Moser
- 1962–1973 Franz Schafferhans
- 1973–1990 Helmuth Burger[21]
- 1990–2002 Herwig Arnold
- 2002–2005 interimistische Leitung (Elke Schaden, Christine Stepanek)
- 2005–2015 Reinhard Pichler[22]
- seit 2016 Sylvia Bäck[23][24]

## Bekannte Schüler

### In der Steingasse
- Friedrich Arnleitner (* 19. Februar 1845 in Hofkirchen im Traunkreis; † 9. Oktober 1903 in Linz)

Am Anfang des 20. Jahrhunderts hatte die Staats-Realschule in der Steingasse Schüler, welche später in unterschiedlicher Weise Karriere machten.
- Adolf Hitler (1889–1945) trat 1900 im Alter von 11 Jahren in die erste Klasse ein. Wegen ungenügender Leistungen in Mathematik und Naturgeschichte wiederholte er im Schuljahr 1901/02 die erste Klasse. Als 1904 die Wiederholung der dritten Klasse drohte, wechselte Hitler an die Staats-Realschule in Steyr.
- Ludwig Wittgenstein (1889–1951) besuchte die Schule von 1903 bis 1906 (andere Klasse).
- Anton Estermann (* 14. Dezember 1890 in Urfahr; † 18. Jänner 1970 in Linz) Stadtbaudirektor
- Franz August Moritz Georg Sedlacek (* 21. Jänner 1891 Breslau; vermisst seit 1945 in Polen) Maler
- Klemens Brosch (* 21. Oktober 1894 in Linz; † 17. Dezember 1926 ebenda) Maler
- Ernst Kaltenbrunner (* 4. Oktober 1903 in Ried im Innkreis; † 16. Oktober 1946 in Nürnberg) Nationalsozialist

### In der Fadingerstraße
- Adolf Eichmann (* 19. März 1906 in Solingen; † 1. Juni 1962 in Ramla) besuchte die Schule 1917–1921,[25] SS-Obersturmbannführer und Leiter des „Eichmannreferats“[26]
- Gerhard „Gerry“ Rudolf Andlinger (* 17. Jänner 1931 in Linz; † 22. Dezember 2017 in New York) war ein austro-amerikanischer Unternehmer und Milliardär.
- Helmut Sohmen (* 10. Dezember 1939 in Linz) Jurist und Manager in Hongkong
- Ty Tender (* 10. November 1943 in Linz), Sänger, Entertainer und Interpret des Rock ’n’ Roll
- Gunther Trübswasser (* 19. Juli 1944 in Brno) Politiker
- Christoph Leitl (* 29. März 1949 in Linz), ehemaliger Wirtschaftskammerpräsident
- Werner Pfeffer (* 1951 in Linz) Installationskünstler, Kreativberater und Eventmanager
- Tibor Foco (* 18. April 1956 in Linz), ehemaliger Zuhälter, unter Mordverdacht und seit 1995 auf der Flucht
- Fritz Gusenleitner (* 27. Jänner 1957 in Linz), Entomologe
- Erich Haider (* 13. Jänner 1957 in Ried in der Riedmark) Politiker, Manager

## Bekannte Lehrer
- Hans Commenda (* 5. Februar 1889 in Linz; † 25. Jänner 1971 ebenda), Heimatforscher
- Erwin Schaller (* 9. Februar 1904 in Linz; † 20. Dezember 1984 in Wien), Komponist, Gitarrist, Musikpädagoge[27]
- Franz Strahammer (* 19. Mai 1912 in Wien; † 7. Mai 1995 in Linz), Bildhauer
- Erich Eder de Lastra (* 19. Dezember 1933 in Linz), österreichischer Komponist
- Sepp Friedhuber (* 26. Februar 1948 in Ansfelden), Pädagoge, Bergsteiger, Fotograf
- Richard Wall (* 7. Dezember 1953 in Engerwitzdorf) Schriftsteller, bildender Künstler
- Manfred Pilsz (* 6. August 1954 in Linz), Musiker, Lehrer und Kulturschaffender

## Architektur
Das Schulgebäude an der Fadingerstraße wurde nach den Plänen des Beamten des Bauamtes der Stadt Linz Architekt Karl Bundsmann (1871–1921) unter der Bauführung von Gustav Steinberger und Matthäus Schlager von 1908 bis 1909 erbaut und steht exemplarisch für den Übergang vom Historismus zum Jugendstil. Das mächtige Schulgebäude hat den Grundriss mit einem nach Westen offenen U. Zwei Längstrakte in der Bethlehemstraße und Fadingerstraße sind mit einem etwas größeren und höheren Eckpavillon verbunden. 1960 erfolgte mit Herbert Jandaurek eine Aufstockung, wobei der nördliche zweigeschoßige Trakt in der Pochestraße mit dem Festsaal nicht aufgestockt wurde. Dieser prächtige große und hohe Raum mit Balkon und Bühne diente nebst schulischen Zwecken (Matura, Feiern, Diskussionen, Medienunterricht) u. a. immer wieder auch als Konzertsaal und war von 1924 bis 1934 als Kino der Urania in Verwendung.
In der Schule zeigt eine Bronzebüste von Franz Strahammer den k.k. Schulrat Adalbert Stifter. Im Stiegenhaus befindet sich ein Kriegerdenkmal von Adolf Wagner von der Mühl. Von ihm stammt auch der Altar in Form einer überlebensgroßen Gruppe von Figuren: „Lasset die Kleinen zu mir kommen“ – Standort war lange Zeit die Kapelle (Kirchenfenster) auf der Hinterbühne des Festsaals.